# Пруди (Оренбурзький міський округ)
Пруди́ (рос. Пруды) — село у складі Оренбурзького міського округу Оренбурзької області, Росія.

## Населення
Населення — 685 осіб (2010; 656 у 2002).
Національний склад (станом на 2002 рік):
- казахи — 49 %
- росіяни — 41 %